# Alexandre Kantorow
Alexandre Kantorow (Clermont-Ferrand, 1997. május 20. – ) francia zongoraművész.

## Élete, munkássága
Kantorow zenész családba született, apja Jean-Jacques Kantorow hegedűművész-karmester, anyja is hegedűművész. Kétéves korától már Párizsban éltek, volt otthon zongorájuk. Egyik első zenei élménye a Tom és Jerry rajzfilmsorozathoz kapcsolódik, amelynek egyik epizódjában Tom Liszt Ferenc második rapszódiáját játszotta. Apja segítségével el is játszott belőle egy kis részletet. Ötévesen kezdte tanulmányait a pontoise-i regionális  konzervatóriumban, ahol Dominique Kimmel tanítványa volt három évig. Ezután Pierre-Alain Volondatnál vett magánórákat, aki a belgiumi Erzsébet királynő verseny győztese volt, majd 9 és 11 éves kora között Párizs 10. kerületének konzervatóriumában tanult tovább. Iskolai tanulmányait a párizsi Lycée Racine gimnáziumban végezte, zongorát pedig a párizsi Schola Cantorumban – egy magán konzervatóriumban – is tanult Igor Laskónál. Ebben az időben részt vett és díjat nyert néhány versenyen, koncertezett a középiskolai zenekarral. A középiskola elvégzése után a Párizsi Konzervatóriumba (Conservatoire National Supérieur de Musique de Paris) került, tanárai Frank Braley és Haruko Ueda voltak. Képességeit ezt követően a karizmatikus és nagyon keresett zongorapedagógus, Rena Shereshevskaya osztályában tökéletesítette a párizsi École Normale de Musique-ban.
Már 16 éves korában fellépett a Sinfonia Varsoviával, majd apja kis segítségével – többek között – az Orchestre de Liège, az Orchestre de Picardie, az Orchestre de Chambre de Bordeaux, az Orchestre National des Pays de la Loire kíséretével César Franck, Sergey Rachmaninov, Liszt Ferenc és Camille Saint-Saëns műveit játszotta. Emellett gyakran játszott együtt édesapjával is.
Első lemeze 2015-ben jelent meg a BIS kiadónál, amelyen Liszt első és második zongoraversenyét, valamint a Malédictiont tartalmazta. Második albuma az À la Russe című szólólemez volt, amely több díjat is nyert (köztük a Choc de l'Année [Classica], a Diapason découverte [Diapason], a Supersonic [Pizzicato] és a CD des Doppelmonats [PianoNews]). Következő felvétele Saint-Saëns 3., 4. és 5. zongoraversenyeiről készült, a zenekart – miként a Liszt-lemezen is – apja vezényelte. Ez a felvétel is Diapason d'Or-t kapott. Felvételei és nyilatkozatai alapján különösen közel állnak hozzá Brahms és  Saint-Saëns művei, ugyanakkor Jerry Dubins, a Fanfare című zenei magazin munkatársa „Liszt reinkarnációjának” nevezte.
2019-ben, 22 éves korában részt vett a 16. Nemzetközi Csajkovszkij Versenyen, amely a világ legrangosabb zenei versenye. A versenyt négyévente rendezik meg, az elsőt 1958-ban. Olyan világhíressé vált zongoristák nyertek első helyezést rajta, mint például Van Cliburn, Vladimir Ashkenazy, Grigorij Szokolov, Mihail Pletnyov vagy Gyenyisz Macujev. Kantorow első franciaként nyerte meg a versenyt, ráadásul elnyerte a nagydíjat is, amit ezt megelőzően csak háromszor ítéltek oda. 2015-ben már közel volt a sikerhez egy másik francia zongorista, Lucas Debargue, de csak a negyedik helyezést kapta meg, viszont elnyerte a Moszkvai Zenekritikusok Szövetségének díját. Kantorow a zongoraverseny utolsó fordulójában Csajkovszkij 2. zongoraversenyét és Brahms 2. zongoraversenyét játszotta, az Orosz Állami Akadémiai „Jevgenyij Szvetlanov” Szimfonikus Zenekart Vaszilij Petrenko vezényelte. A nemzetközi zongorazsűri elnöke egy korábbi győztes, Gyenyisz Macujev volt. A gálán a Mariinszkij Zenekart a verseny társelnöke, Valerij Gergijev vezényelte.
A világ vezető zenekaraival lép fel, többek között az Orchestre de Paris, a Staatskapelle Berlin, a Royal Filharmonikus Zenekar, a Philharmonia Zenekar, a Royal Stockholm Philharmonic, az Orchestre National de Toulouse, a Budapesti Fesztiválzenekar, vagy a Müncheni Filharmonikusok, valamint olyan karmesterekkel, mint például Santtu-Matias Rouvali, Jamada Kazuki, Vaszilij Petrenko, Fischer Iván és Antonio Pappano.
Kantorow a Safran Alapítvány és a Banque Populaire díjazottja, 2019-ben a Professzionális Kritikusok Szövetségétől megkapta „Az év zenei felfedezettje” címet. 2020-ban elnyerte a Victoires de la Musique Classique-ot: Az év felvétele és Az év hangszeres szólistája kategóriában. 2021-ben megkapta a Trophée d′Année-t a Radio Classique-tól.

## Felvételei
Az AllMusic nyilvántartása alapján.
| Megjelenés | Tartalom                                                                                             | Közreműködők | Kiadó |
| ---------- | --- | --- | ----- |
| 2015       | Liszt: Piano concertos, Malédiction                                                                  | Tapiola Sinfonietta, Jean-Jacques Kantorow | BIS   |
| 2017       | À la Russe                                                                                           | | BIS   |
| 2019       | Saint-Saëns: Piano Concertos 3, 4 & 5 „L’Égyptien”                                                   | Tapiola Sinfonietta, Jean-Jacques Kantorow | BIS   |
| 2020       | José Serebrier: Symphonic B A C H Variations; Laments and Hallelujahs; Flute Concerto with Tango     | RTÉ National Symphony Orchestra, Australian Symphony Orchestra, Barcelona Symphony Orchestra, Sharon Bezaly, José Serebrier, Richard Tognetti | BIS   |
| 2020       | Brahms: Rhapsody No. 1, Piano sonata No. 2, Bartók: Rhapsody Op. 1, Liszt: Hungarian Rhapsody No. 11 | | BIS   |
| 2021       | Brahms: Piano Sonata No. 3; Chaconne (Bach); Four Ballades                                           | | BIS   |
| 2022       | Saint-Saëns: Piano Concertos 1 & 2; Africa; Wedding Cake; Allegro appassionato; Rhapsodie d'Auvergne | Tapiola Sinfonietta, Jean-Jacques Kantorow | BIS   |